# Szerelmem, Elektra
Szerelmem, Elektra (en hongarès Electra, amor meu) és una pel·lícula dramàtica hongaresa del 1974 dirigida per Miklós Jancsó. Va ser inclòs a la selecció oficial del 28è Festival Internacional de Cinema de Canes. Com la majoria de les pel·lícules de Jancsó, aquesta utilitza preses extremadament llargues, sovint tan llargues com la càmera permetria sense parar a causa de l'acabat de la pel·lícula. Tota la durada de 70 minuts està coberta per només dotze preses.
La història està ambientada en un món arcaic i mític en què un tirà s'enfronta a la rebel·lió dels oprimits. Es basa en una obra de teatre de László Gyurkó que es va estrenar a Budapest el 1968, i que va reinterpretar el mite grec d'Electra.

## Trama
Electra és assetjada per Egist, el tirà que quinze anys abans va assassinar el seu pare, Agamèmnon, i es va apoderar del tron. Per tant, l'Electra està plena de ganes de matar-lo a ell i als seus partidaris en venjança. Per humiliar-la, Egist l'obliga a casar-se amb un nan.
El seu germà, Orestes, torna després de l'estranger, disfressat de missatger informant de la seva pròpia mort. Electra el mata però torna a la vida. Electra i Orestes s'uneixen amb la gent per deposar Egist. El capturen en una xarxa, el torturen i el disparen.
Aterra un helicòpter vermell: els germans hi pugen i s'enfuren. La inesperada intrusió de la tecnologia del segle XX posa de manifest fins a quin punt els temes polítics atemporals d'un mite grec de dos mil anys ressonen per al públic de l'Hongria contemporània.

## Repartiment
- Mari Törőcsik com a Elektra (Electra)
- György Cserhalmi com a Oresztész (Orestes)
- József Madaras com a Aegisztosz (Egist)
- Mária Bajcsay com a Kikiáltó
- Lajos Balázsovits com a Vezér
- József Bige
- Tamás Cseh
- György Delianisz
- Balázs Galkó
- Gabi Jobba com a Chrysotemis
- László Pelsőczy com a Agamèmnon

## Producció

### Guion i seqüenciació
En paraules del seu director marxista, la pel·lícula és alhora un conte de fades i una "paràbola de la idea que els revolucionaris s'han de renovar contínuament". A "Szerelmem, Elektra" Jancsó ha dit que es trobava tractant temes que havien sorgit molt més a prop de casa seva, a Hongria "tot fa massa poc". Va explicar per què havia canviat el final de la història: en la seva versió Electra no és assassinada a causa de la seva implicació en l'assassinat d'Agamèmnon, perquè Jancsó no pensava que la gent comuna pogués ser considerada responsable de les accions del seu governant tirànic.
Restringir la pel·lícula a només dotze "preses" molt llargues afecta la seva seqüenciació. La presentació no és rígidament cronològica, ni, de fet, fixada pel lloc: també podria estar ambientada a l'Hongria medieval o a l'antiga Grècia. El coautor Gyula Hernádi va descriure l'entorn com a "místic agrícola aproximadament nòmada".

### Rodatge
El rodatge va tenir lloc en realitat a les praderies de Puszta, no gaire lluny de Kunszentmiklós. Un sorprenent tema visual de la pel·lícula és els plans de dones nues, dempeus en fileres al fons de l'acció principal, o ballant. Cada dia durant el rodatge, es van recollir 500 extres de pel·lícules de Budapest i es van portar amb un tren especial i després en autobusos fins al lloc rural de rodatge. Tot i que no els pagaven per hores extraordinàries, guanyaven més com a extres de pel·lícula que treballant en una fàbrica o botiga. Sovint, Jancsó utilitzava tot el dia per provar diferents possibilitats, però el rodatge en si (utilitzant pel·lícula Kodak) va trigar relativament poc temps. La majoria de les seqüències previstes es van rodar quatre o cinc vegades. Els diàlegs van ser afegits i sincronitzats retrospectivament pels actors: l'edició final va durar només un dia.

## Recepció
Peter Day, escrivint a Sight & Sound l'any 1974, estableix que amb "Szerelmem, Elektra" Jancsó reitera la seva ja coneguda petició per una revolució violenta com a forma d'alliberar una societat oprimida. Però encara que Jancsó no pugui evitar l'acusació de repetir temes de les seves pel·lícules anteriors, la seva "Electra" és també una bonica experiència visual en els seus propis termes, "coneguda, sí, però enlluernadora i poderosament refinada". El treball "virtuós" de la càmera, fent un ús complet d'una grua i vies de ferrocarril per als plans en moviment, juntament amb la fluïdesa acuradament inspirada del moviment de la càmera integrat amb l'ús de zoom i panoràmica, mereixen una menció especial. Jean de Baroncelli va ressenyar la pel·lícula a Le Monde el mateix any i va ser menys indulgent: "Amb el desenvolupament de la faula politico-mítica Jancsó deixa anar l'artesania escènica empalagosa, preferint concentrar-se en la fluïdesa cinematogràfica. Sota el pes de les referències teatrals i una florida prolífica d'un simbolisme sufocantment exagerat, la història corre el risc de desaparèixer amb manierismes ridículs."
Dennis Schwartz, en una ressenya més contemporània, va donar a la pel·lícula una nota B+, escrivint: "Jancsó a través del mite grec va ser capaç de traslladar la tragèdia als temps moderns i esvair qualsevol dubte sobre com la veritat i les mentides es van acabar en contradiccions pel soviètics. Les masses reprimides estaven tan abatudes que ja no podien desxifrar la veritat i, per tant, el món que veien era miope i distorsionat. Va ser una pel·lícula fascinant. La sorprenent pel-roja Mari Töröcsik com a Electra, va oferir una actuació magistral que tenia convicció i sentit d'urgència."
A més de les reaccions crítiques quan es va estrenar, Bryan Burns ofereix una anàlisi considerada al seu llibre de 1996 sobre el cinema hongarès. Per a Burns, "Szerelmem, Elektra" és una de les millors coses que ha produït Jancsó, i una de les reelaboracions amb més èxit d'una llegenda clàssica. Burns està especialment colpit per la fluïdesa ballètica dels actors i del treball de càmera. L'enginy i la ingenuïtat estan a tot arreu. L'arribada al final de l'helicòpter vermell com a símbol d'una utopia marxista és un "cop de teatre magistral, que pot dotar al públic del mateix optimisme extàtic que els pagesos [a la pel·lícula]" De la mateixa manera, l'any 2004 John Cunningham va escriure que "Electra" representava la quintaessència de l'obra de Jancsó als anys setanta.